# وعود شرقية (فلم)
وعود شرقية (بالإنجليزية: Eastern Promises) هو فيلم مافيا بريطاني-أمريكي-كندي جرى إنتاجه في عام 2003. الفيلم من إخراج ديفد كروننبرغ والسيناريو من تأليف ستيفن نايت. أبطال الفيلم هم: فيجو مورتينسين، نعومي واتس، فينسنت كاسل، سينيد كوساك وآرمن مولر-شتال.

## القصة
تعيش مراهقة روسية في لندن، وتموت أثناء الولادة وتترك في يومياتها أدلة للقابلة والتي قد تربط طفلها بعملية اغتصاب تورطت فيها عصابة إجرام روسية عنيفة.

## طاقم التمثيل
- فيجو مورتينسين بدور نيكولاي لوزين
- نعومي واتس بدور آنا إيفانوفنا كيتروفا
- فينسنت كاسل بدور كيريل
- آرمن مولر-شتال بدور سيمون
- سينيد كوساك بدور هيلن
- مينا أي. مينا بدور عظيم
- جيرزي سكوليموفسكي بدور ستيبان
- دونالد سومبتر بدور يوري
- رازا جافري بدور الدكتور. عزيز
- جوزيف ألتين بدور إكرم
- سارة-جين لابروس بدور تاتيانا
- تاتيانا ماسلاني بدور تاتيانا (الصوت فقط)
- تيريزا صربوفا بدور كيريلينكو، عاهرة أوكرانية
- تامر حسن بدور قاتل شيشاني #2
- أوليغار فيدورو بدور المُوَشِم

## وصلات خارجية
- مقالات تستعمل روابط فنية بلا صلة مع ويكي بيانات